# Vela nos Jogos Olímpicos de Verão de 1900 - 2 – 3 t
As provas da classe 2 – 3 t da vela nos Jogos Olímpicos de Verão de 1900 ocorreram entre 22 e 25 de maio daquele ano em Meulan. Embarcações de duas a três toneladas largaram em duas corridas, cada qual valendo as medalhas de ouro, prata e bronze. Onze competidores de dois países (França e Grã-Bretanha) estão documentados como os competidores desta classe.

## Calendário
| ● | competição de Meulan | ● | competição de Le Havre |

| 1900                      | Maio   | Maio   | Maio   | Maio   | Maio   | Maio   | Maio   | Maio   | Agosto | Agosto | Agosto | Agosto | Agosto | Agosto |
| 1900                      | 20 Dom | 21 Seg | 22 Ter | 23 Qua | 24 Qui | 25 Sex | 26 Sáb | 27 Qui | 1 Sex  | 2 Sáb  | 3 Dom  | 4 Seg  | 5 Ter  | 6 Qua  |
| ------------------------- | ------ | ------ | ------ | ------ | ------ | ------ | ------ | ------ | ------ | ------ | ------ | ------ | ------ | ------ |
| 2 a 3 toneladas           |        |        | ●      |        |        | ●      |        |        |        |        |        |        |        |        |
| Total de medalhas de ouro |        |        | 1      |        |        | 1      |        |        |        |        |        |        |        |        |

## Configuração do curso
Para esta classe, foi usado o percurso de 19 quilômetros (10 milhas náuticas) na área do percurso de Meulan. A corrida foi problemática devido à quase total ausência de vento.

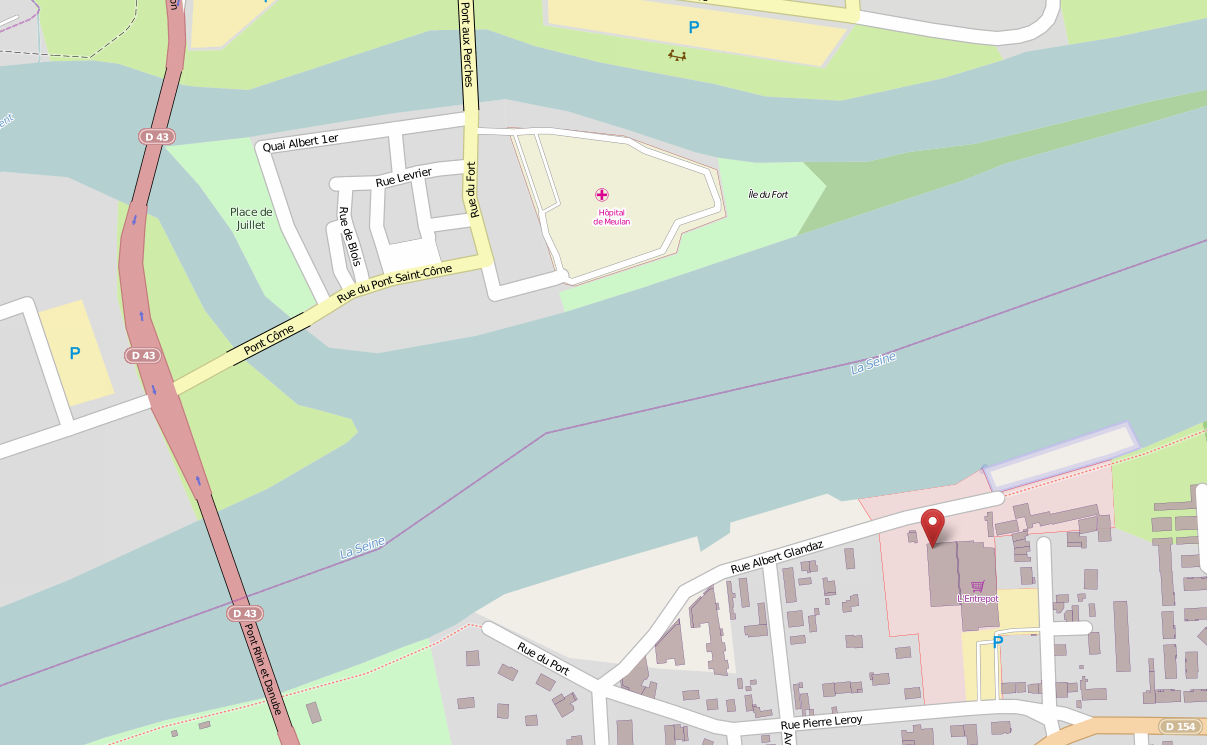
Área do curso

## Medalhistas
Na primeira corrida, os franceses Frédéric Blanchy e Jacques Le Lavasseur e o britânico William Exshaw consagraram-se como campeões olímpicos como representantes da equipe mista. A medalha de prata ficou com Léon Susse, Jacques Doucet, Auguste Godinet e Henri Mialaret, enquanto o trio Ferdinand Schlatter, De Cottignon e Émile Jean-Fontaine ficou com o bronze.
|  | ZZX Equipa mista                                     |  | FRA França                                               |  | FRA França                                           |
|  | William Exshaw Frédéric Blanchy Jacques Le Lavasseur |  | Léon Susse Jacques Doucet Auguste Godinet Henri Mialaret |  | Ferdinand Schlatter De Cottignon Émile Jean-Fontaine |

Na segunda corrida, as duas equipes que conquistaram o ouro e a prata repetiram o desempenho. O bronze ficou com o francês Auguste Donny.
|  | ZZX Equipa mista                                     |  | FRA França                                               |  | FRA França    |
|  | William Exshaw Frédéric Blanchy Jacques Le Lavasseur |  | Léon Susse Jacques Doucet Auguste Godinet Henri Mialaret |  | Auguste Donny |

## Resultados
Estes foram os resultados da competição:

### Primeira corrida
| Pos.              | Embarcação | Tripulantes                                                            | CON          | Tempo      | Handicap | Total      |
| ----------------- | ---------- | ---------------------------------------------------------------------- | ------------ | ---------- | -------- | ---------- |
| Medalha de ouro   | Ollé       | Frédéric Blanchy (FRA) William Exshaw (GBR) Jacques Le Lavasseur (FRA) | Equipe mista | 1h 47' 48" | 29' 42"  | 2h 17' 30" |
| Medalha de prata  | Favorite   | Jacques Doucet Auguste Godinet Henri Mialaret Léon Susse               | França       | 1h 46' 16" | 33' 47"  | 2h 20' 03" |
| Medalha de bronze | Gwendoline | de Cottignon Émile Jean-Fontaine Ferdinand Schlatter                   | França       | 1h 51' 01" | 33' 47"  | 2h 24' 48" |
| 4                 | Mignon     | Auguste Donny                                                          | França       | 1h 54' 11" | 33' 20"  | 2h 26' 31" |

### Segunda corrida
| Pos.              | Embarcação | Tripulantes                                                               | CON          | Tempo      | Handicap | Total      |
| ----------------- | ---------- | ------------------------------------------------------------------------- | ------------ | ---------- | -------- | ---------- |
| Medalha de ouro   | Ollé       | Frédéric Blanchy (FRA) E. William Exshaw (GBR) Jacques le Lavasseur (FRA) | Equipe mista | 3h 48' 29" | 29' 05"  | 4h 17' 34" |
| Medalha de prata  | Favorite   | Doucet Godinet Mialaret Susse                                             | França       | 3h 50' 10" | 33' 47"  | 4h 23' 57" |
| Medalha de bronze | Mignon     | Auguste Donny                                                             | França       | 4h 18' 53" | 33' 20"  | 4h 52' 13" |
| -                 | Gwendoline | de Cottignon Emile Jean-Fontaine Ferdinand Schlatter                      | França       | DNF        | DNF      | DNF        |